# オリジナル10
オリジナル10（オリジナルテン）は、1992年の日本プロサッカーリーグ（Jリーグ）発足時に加盟した10クラブを指す通称。いずれもJリーグを支える名門クラブである。該当するクラブの公式サイトや一部の報道で用いられるが、この用語の発祥時期や命名者については詳しくは分かっていない。
Jリーグが開幕するまでは、10クラブのうち清水エスパルスを除く9クラブが日本サッカーリーグ（JSL）所属で、うち鹿島アントラーズを除く8クラブはJSL1部に所属していた。1999年に横浜フリューゲルスと横浜マリノスが統合したため、現存するクラブは9。

## 選定の経緯
Jリーグの発足に当たり、初代Jリーグチェアマンを務めた川淵三郎をはじめとする準備メンバーは「クラブの法人化」「ホームタウンの確立」「1万5000人以上収容可能なナイター設備付きの競技場の確保」「18人以上のプロ選手との契約」「下部組織の運営」など7つの参加要件を提示した。大半のサッカーチームが企業の傘下にある実業団だった当時としては相応に高いハードルとも思われたが、1990年6月までに合計20団体から応募があった。当初はここから8クラブまで絞り込む予定であったが、14クラブまで絞り込んだ時点で「バブル景気の下、当時活発だった企業の社会貢献（メセナ）ブームもあって、加盟を熱望する団体があまりにも多いため」（川淵談）、初年度参加クラブを10クラブに広げることとなった。
選定の過程では地域バランスなどを考慮して、JSL1部加盟クラブである古河電工（東日本JR古河）・三菱自工・読売クラブ・日産自動車・全日空（全日空佐藤工業）・トヨタ自動車・松下電器・マツダの8クラブの加盟が内定し、残りの2枠を清水市民クラブ、ヤマハ発動機、ヤンマー、日立製作所、フジタ、住友金属の6クラブで争うこととなった。清水とヤマハは共に静岡県をホームタウンとし、参加希望を募った時点で検討委員会が両者の一本化を働きかけたが、結果的にそれぞれが単独で参加を希望した。
この中で、清水市民クラブは母体である清水FC（後の清水エスパルス）が日本サッカーのリーグ構成における「4部」相当のリーグである静岡県リーグ所属にとどまっており戦力面での問題があったものの、1991年の高校総体サッカー競技のためにつくられた日本平運動公園球技場があったことなど他の参加要件が他クラブに比べて頭一つ抜けており、まず一枠を清水とすることでまとまった。

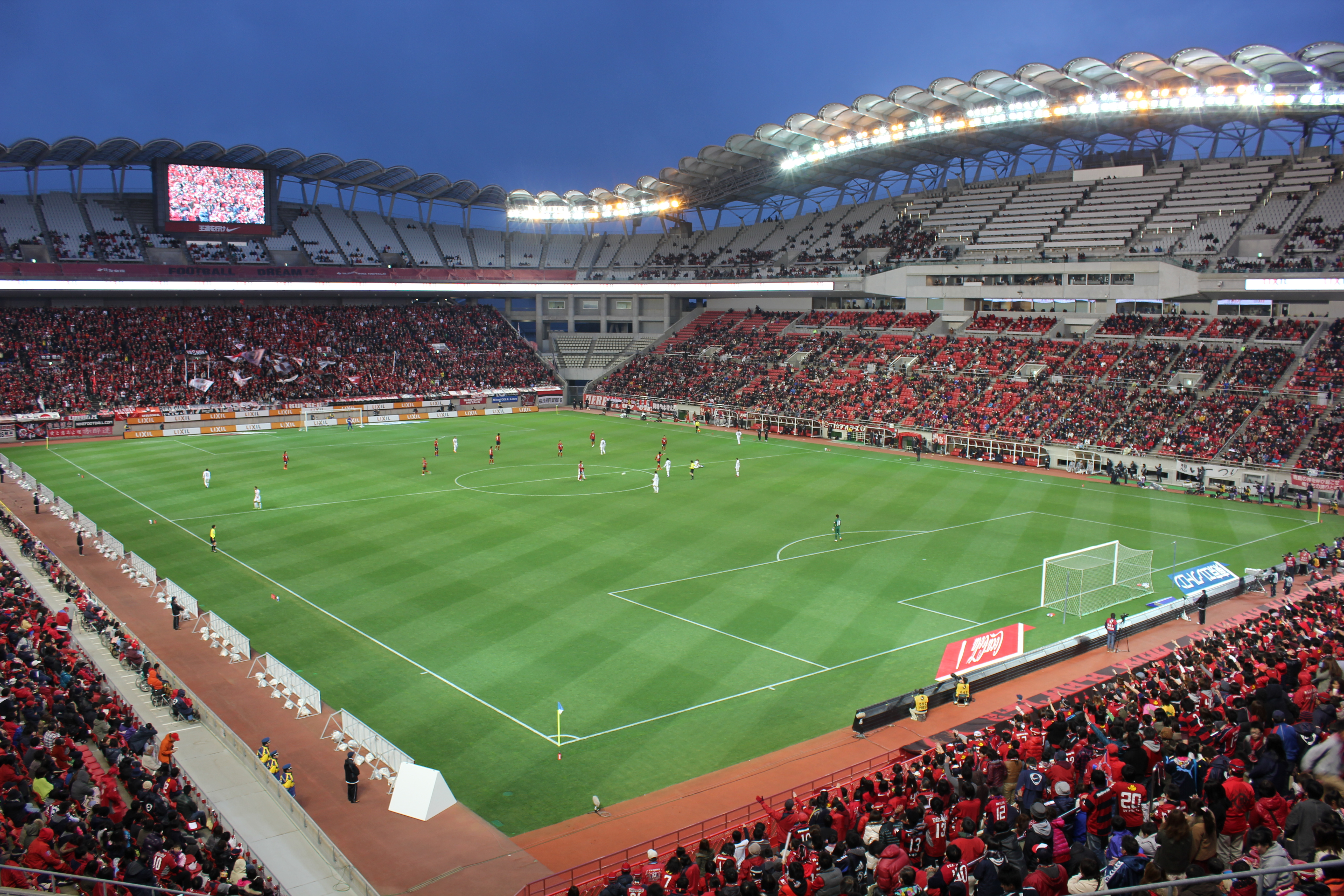
カシマスタジアム

残り一枠については、天皇杯優勝経験のあるヤマハ・ヤンマー・日立・フジタの中から1クラブを選出することがほぼ決まっており、JSL2部所属で天皇杯優勝経験もない住友金属については当時の鹿島町長や住友金属幹部らに川淵が「住友金属さんが加盟できる確率はほとんどゼロなのです。99.9999%無理ですよ」と公言するほど分が悪かったという。それでもあきらめない住友金属関係者に対し、川淵は参加を諦めさせる最後の手段として「（当時の日本にはなかった）観客席に屋根の付いた1万5000人収容のサッカー専用競技場を建設できるなら考えましょう」と発言。これに対して当時の茨城県知事・竹内藤男が屋根付きの専用スタジアム（=カシマスタジアム）を建設することを確約したことが決定的な要因になり、逆転で住友金属が最後の一枠に滑り込んだ形となったという。
最後まで選考対象に残りながら落選したヤマハ（後のジュビロ磐田）・ヤンマー（セレッソ大阪）・日立（柏レイソル）・フジタ（後の湘南ベルマーレ）はジャパンフットボールリーグ（旧JFL）を経てそれぞれ1995年までにJリーグ参入。Jリーグ開幕前年の1991-1992年シーズンにJSL1部に所属していた12クラブのうち、初年度加入の8クラブとヤマハ・日立を除く2クラブ、すなわち東芝と本田技研工業はJリーグ入会を希望せず旧JFLで活動を継続した。東芝は本拠地を北海道に移してコンサドーレ札幌として1998年にJリーグに加盟した一方、本田技研工業は2024年現在もJリーグに加盟せず、日本フットボールリーグ（現JFL）で活動している。

## オリジナル10一覧
- クラブの名称、ホームタウンの自治体名および範囲は当時のもの。
- 2025年現在、J2降格経験がないのは鹿島と横浜FMの2クラブのみ。

| チーム呼称             | 登録チーム名                 | ホームタウン           | 前身組織     | Jリーグ開幕 前年度成績 | 備考                                                                              |
| ---------------------- | ---------------------------- | ---------------------- | ------------ | ---------------------- | --------------------------------------------------------------------------------- |
| 鹿島アントラーズ       | 鹿島アントラーズ             | 茨城県鹿島郡鹿島町ほか | 住友金属     | JSL2部・2位            |                                                                                   |
| ジェフユナイテッド市原 | 東日本JR古河サッカークラブ   | 千葉県市原市           | 古河電工     | JSL1部・7位            | 現チーム呼称：ジェフユナイテッド千葉 現登録チーム名：ジェフユナイテッド市原・千葉 |
| 浦和レッドダイヤモンズ | 三菱浦和フットボールクラブ   | 埼玉県浦和市           | 三菱自工     | JSL1部・11位           | 現チーム呼称：浦和レッズ 現登録チーム名：浦和レッドダイヤモンズ                   |
| ヴェルディ川崎         | 読売日本サッカークラブ       | 神奈川県川崎市         | 読売クラブ   | JSL1部・優勝           | 現チーム呼称：東京ヴェルディ 現登録チーム名：東京ヴェルディ1969                   |
| 横浜マリノス           | 日産F.C.横浜マリノス         | 神奈川県横浜市         | 日産自動車   | JSL1部・2位            | 1999年に統合。 現チーム呼称・登録チーム名：横浜F・マリノス                        |
| 横浜フリューゲルス     | 全日空佐藤工業サッカークラブ | 神奈川県横浜市         | 全日空       | JSL1部・8位            | 1999年に統合。 現チーム呼称・登録チーム名：横浜F・マリノス                        |
| 清水エスパルス         | 清水FCエスパルス             | 静岡県清水市           | 清水FC       | －                     | 現登録チーム名：清水エスパルス                                                    |
| 名古屋グランパスエイト | 名古屋グランパスエイト       | 愛知県名古屋市         | トヨタ自動車 | JSL1部・12位           | 現チーム呼称：名古屋グランパス                                                    |
| ガンバ大阪             | パナソニックガンバ大阪       | 大阪府吹田市           | 松下電器     | JSL1部・5位            | 現登録チーム名：ガンバ大阪                                                        |
| サンフレッチェ広島     | サンフレッチェ広島F.C        | 広島県広島市           | マツダ       | JSL1部・6位            |                                                                                   |

1. ↑  鹿島郡鹿島町・大野村・神栖町・波崎町、行方郡潮来町。
2. ↑  当初は長崎県・熊本県・鹿児島県を特別活動区域としていた。